# 자루드니저드
자루드니저드(Meriones zarudnyi)는 쥐과 메리오네스속에 속하는 설치류의 일종이다. 아프가니스탄과 이란, 투르크메니스탄에서 발견된다.